# Phaonia lushuiensis
Phaonia lushuiensis este o specie de muște din genul Phaonia, familia Muscidae, descrisă de Xue și Li în anul 2001. Conform Catalogue of Life specia Phaonia lushuiensis nu are subspecii cunoscute.